# Compliance (film)
Pour plus de détails, voir Fiche technique et Distribution.
Compliance est un drame psychologique américain coproduit, écrit et réalisé par Craig Zobel (en) sorti en 2012.
Le film est adapté de l'histoire vraie de Louise Ogborn.

## Synopsis
Sandra, la directrice d'un fast-food, reçoit le coup de fil d'un soi-disant policier l'informant qu'une de ses employées a commis un vol. Le policier la convainc de conduire l'interrogatoire en attendant l'intervention de ses collègues… L’interrogatoire se transforme vite en cauchemar.

## Fiche technique
- Titre : Compliance
- Réalisation : Craig Zobel (en)
- Scénario : Craig Zobel
- Direction artistique : Matthew Munn
- Décors : Michael Powsner
- Costumes : Karen Malecki
- Photographie : Adam Stone
- Son : Rich Bologna
- Montage : Jane Rizzo
- Musique : Heather McIntosh
- Production : Tyler Davidson, Sophia Lin, Lisa Muskat, Theo Sena et Craig Zobel
- Société(s) de production : Bad Cop Bad Cop Film Productions, Dogfish Pictures et Muskat Filmed Properties
- Société(s) de distribution :  Magnolia Pictures
- Budget :
- Pays de production :  États-Unis
- Langue : anglais
- Format : couleurs - 35 mm - 2.35:1 - son Dolby numérique
- Genre : Drame, thriller
- Durée : 90 minutes
- Dates de sortie :
  - États-Unis : 21 janvier 2012 (festival du film de Sundance)
  - Canada : 10 août 2012
  - France : 26 septembre 2012
- Film interdit aux moins de 12 ans lors de sa sortie en salles en France

## Distribution
- Ann Dowd : Sandra
- Dreama Walker : Becky
- Pat Healy : l'inspecteur Daniels
- Bill Camp : Van
- Philip Ettinger : Kevin
- James McCaffrey : le détective Neals
- Ashlie Atkinson : Marti

## Distinctions

### Récompenses
- National Board of Review Awards 2012 : meilleure actrice dans un second rôle pour Ann Dowd
- Saint Louis Film Critics Association Awards 2012 : meilleure actrice dans un second rôle pour Ann Dowd et meilleur film artistique / créatif
- Women Film Critics Circle Awards 2012 : Adrienne Shelly Award

### Nominations
- 1 nomination [réf. souhaitée]

## Autour du film
Le film est inspiré de faits réels, lesquels avaient déjà inspiré l’intrigue d’un épisode de la série New York, unité spéciale (saison 9, épisode 17).